# Herb Sztokholmu

Herb Sztokholmu

Herb Sztokholmu przedstawia w błękitnej tarczy herbowej złotą koronowaną głowę. 
Jest to wyobrażenie Świętego Eryka, patrona miasta. Został on wybrany królem Szwecji w 1155. Według podania, w miejscu jego śmierci, pod północną ścianą katedry w Uppsali, cudownym sposobem wytrysnęło źródło, bijące do dzisiaj. Uważano, że wypływająca z niego woda ma właściwości lecznicze. Ponieważ król cieszył się opinią dobrego chrześcijanina oraz sprawiedliwego władcy, a także w wyniku uznania utworzenia źródła za cudowne, mieszczanie sztokholmscy wybrali go patronem miasta. Zadaniem króla-patrona jest ochrona miasta. Eryk IX nigdy nie został uznany za świętego przez Kościół, jednakże istnieje w Szwecji jego lokalny kult, a kilka szwedzkich kościołów jest pod jego wezwaniem. Wyobrażenie w godle herbowym jest identyczne z zachowanymi na średniowiecznych pieczęciach miejskich. 
Oficjalnie przyjęty został 19 stycznia 1934 roku.